# Pedicia occulta
Pedicia occulta är en tvåvingeart som först beskrevs av Johann Wilhelm Meigen 1830.  Pedicia occulta ingår i släktet Pedicia och familjen hårögonharkrankar. Inga underarter finns listade i Catalogue of Life.